# Langues au Sri Lanka
Le Sri Lanka a pour langues officielles le singhalais et le tamoul. La première appartient à la branche indo-aryenne des langues indo-européennes, tandis que la seconde appartient aux langues dravidiennes. Chacune possède son propre système d'écriture : l'alphasyllabaire singhalais et l'alphasyllabaire tamoul.

## Singhalais et tamoul
Selon le recensement de 2012, 87,0 % des Srilankais sont capables de parler le singhalais (14 670 239 locuteurs), 28,5 % le tamoul (4 807 584) et 23,8 % l'anglais (4 019 583).
Pour ce qui est de la capacité à lire et écrire, ils sont 79,7 % a en être capables en singhalais (13 439 904), 26,4 % en tamoul (4 456 056) et 30,8 % en anglais (5 194 996).

## Langues autres
Sans être langue officielle, l'anglais est parfois utilisé comme langue de travail par le gouvernement mais seulement 0,1 % de la population a l'anglais comme langue maternelle. Langue-pivot, il est reconnu comme « langue de lien » par la Constitution srilankaise.
Un créole malais est parlé par la communauté des Malais de Sri Lanka, mais son utilisation est en déclin. Quant à la langue des Vedda, elle ne serait plus du tout en usage.
Le français, bien après l'anglais, demeure la 2e langue étrangère enseignée et le nombre d'apprenants au primaire et au secondaire a progressé de 30 % entre 2010 et 2014.
Le chinois mandarin est la langue qui est de plus en plus demandée depuis les années 2000 : la Chine est un partenaire économique important du pays. Le chinois mandarin est surtout enseigné dans les écoles secondaires et dans les universités.
Le néerlandais a quasiment disparu depuis le début des années 1930. Les Burghers, descendants de Néerlandais, souvent métissés, sont au nombre d'environ 39 000 en 2013, mais ils parlent souvent le cingalais, et un grand nombre de Burghers parlent anglais en seconde langue. Les Burghers qui savent parler néerlandais sont très rares de nos jours. Le créole des anciens colonisateurs portugais a disparu depuis les années 1920 (le Sri Lanka fut colonie portugaise de 1505 à 1658).   

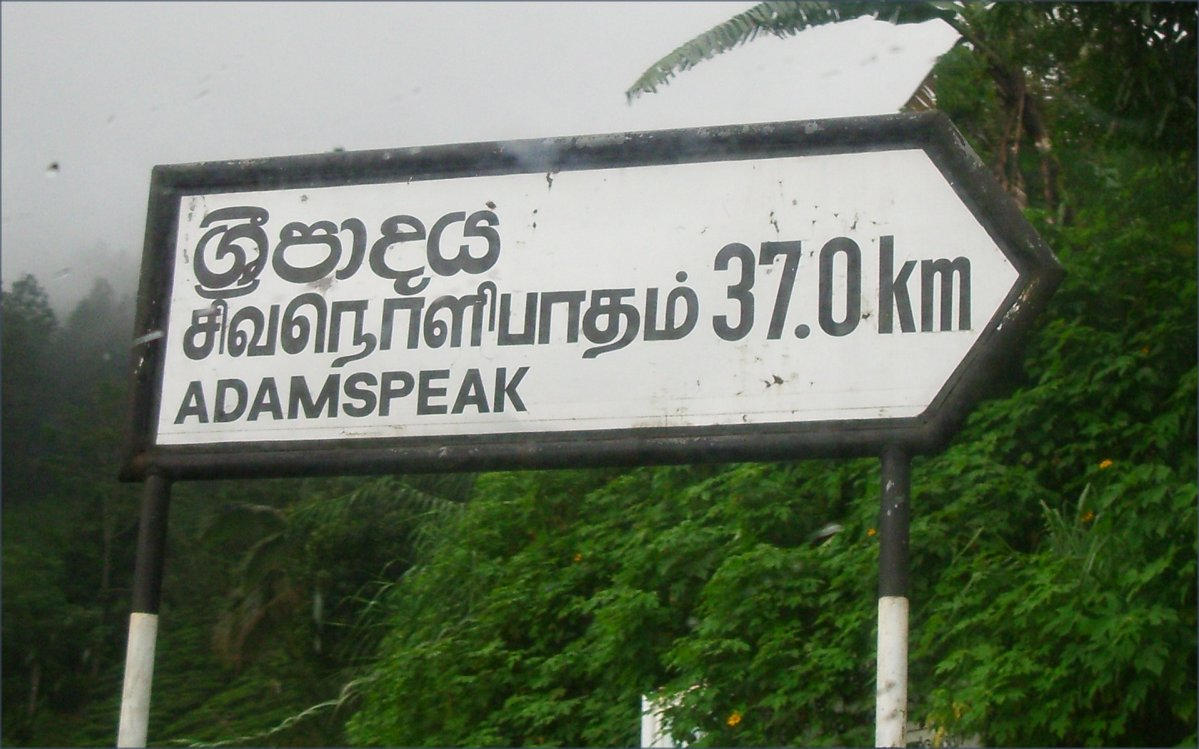
Un panneau routier trilingue singhalais-tamoul-anglais.